# Huecas

Huecas est une commune d'Espagne de la province de Tolède dans la communauté autonome de Castille-La Manche.